# Teoría conforme de campos
Una teoría conforme de campos (CFT en inglés) es una teoría cuántica de campos (o un modelo de mecánica estadística en el punto crítico) que es invariante bajo las transformaciones conformes. Normalmente se estudia la teoría conforme de campos en dos dimensiónes donde hay un grupo de infinitas dimensiones de transformaciones conformes locales, descrito por las funciones holomórficas. La teoría conforme de campos tiene importantes aplicaciones en la teoría de cuerdas, en la mecánica estadística, y en la física de la materia condensada.

## Invariancia de escala vs invariancia conforme
A pesar de que es posible para una teoría cuántica de campos ser de escala invariante pero no de invariancia conforme, es muy difícil encontrar ejemplos. Por esta razón, las condiciones se intercambian frecuentemente en el contexto de una teoría cuántica de campos, incluso cuando la simetría conforme es mucho mayor.
En algunos casos particulares es posible probar que la invariancia de escala implica invariancia conforme en una teoría cuántica de campos, por ejemplo en las teorías de campos unitarias compactas de dos dimensiones.

## Teoría conforme de campos de dos dimensiones
Hay dos versiones de las CFT en 2D: 1) Euclidea, y 2) de Lorentz. La primera se aplica a mecánica estadística, y la segunda a la teoría cuántica de campos. Ambas versiones están relacionadas por una rotación de Wick. 
Las CFTs de dos dimensiones son (en cierto modo) invariantes bajo un grupo de simetría de infinitas dimensiones. Por ejemplo, considérese una CFT en la esfera de Riemann. Tiene las transformaciones de Möbius como el grupo conforme, el cual es isomórfico para la (la dimensión finita) PSL(2,C). Sin embargo, las transformaciones conformes infinitesimales forman un álgebra de infinitas dimensiones, que se llama álgebra de Witt y solo los campos primarios (o campos quirales) son invariantes respecto al grupo completo infinitesimal conforme.
En la mayoría de las teorías conforme de campos, surge una anomalía conforme, también conocida como anomalía de Weyl en la teoría cuántica. Este resulta aparentemente de una carga central no trivial, y la álgebra de Witt se modifica para ser álgebra de Virasoro.
En la CFT euclídea, tenemos una copia holomórfica y antiholomórfica del álgebra de Virasoro. En la CFT de Lorentz, tenemos una copia del álgebra de Virasoro que se mueve a izquierdas y otra que se mueve a derechas (el espacio-tiempo es un cilindro, siendo el espacio un círculo y el tiempo una línea).
Esta simetría hace posible clasificar CFTs de dos dimentiones de forma más precisa que con más dimensiones. En particular, es posible relacionar el espectro de los operadores primarios en una teoría al valor de la carga central, c. El espacio de Hilbert de estados físicos es un módulo unitario del álgebra de Virasoro que corresponde a un valor fijo de c. La estabilidad requiere que la energía del espectro Hamiltoniano no sea negativo. Los módulos de interés son los módulos más pesados del álgebra de Virasoro.
Un campo quiral es un campo holomórfico W(z) que se transforma como
{\displaystyle L_{n}W(z)=-z^{n+1}{\frac {\partial }{\partial z}}W(z)-(n+1)\Delta z^{n}W(z)}
y
{\displaystyle {\bar {L}}_{n}W(z)=0.\,}
Similar para un campo antiquiral. Δ es el peso conforme del campo quiral W.
Más allá, Alexander Zamolodchikov demostró que existe una función, C, la cual decrece de forma monótona con el flujo de grupo de renormalización de una teoría cuántica de dos dimensiones, y es igual a la carga central de una teoría de campos conforme de dos dimensiones. A esto se le conoce como el Zamolodchikov teorema C, y nos dice que el flujo de grupo de renormalización en una teoría de dos dimensiones es irreversible.
Habitualmente, no nos interesamos por los operadores, sino que estamos interesados en el estado de vacío, o en la mecánica estadística, el estado térmico. A menos que c=0, no puede haber un estado que deje sin romper toda la simetría conforme de infinitas dimensiones. A lo mejor que podemos llegar con un estado que es invariante bajo {\displaystyle L_{-1}}, L0, L1, Li, {\displaystyle i>1}. Aquí se contiene el subgrupo Möbius. El resto del grupo conforme se rompe espontáneamente.

## Simetría conforme
La simetría conforme es una simetría bajo invariancia de escala y bajo las transformaciones conformes especiales que tiene las siguientes relaciones:
{\displaystyle [P_{\mu },P_{\nu }]=0,}
{\displaystyle [D,K_{\mu }]=-K_{\mu },}
{\displaystyle [D,P_{\mu }]=P_{\mu },}
{\displaystyle [K_{\mu },K_{\nu }]=0,}
{\displaystyle [K_{\mu },P_{\nu }]=\eta _{\mu \nu }D-iM_{\mu \nu },}
donde {\displaystyle P} genera traslaciones, {\displaystyle D} genera transformaciones de escala como un escalar y {\displaystyle K_{\mu }} genera las transformaciones especiales conforme como un vector covariante bajo la transformación de Lorentz.